# بویویی ۱۴۴۱
سیارک ۱۴۴۱ (به انگلیسی: 1441 Bolyai، نامگذاری:1937WA) هزار و چهارصد و چهل و یکمین سیارک کشف شده‌است که در ۲۶ نوامبر ۱۹۳۷ کشف شد.
قدر مطلق سیارک برابر ۱۳٫۱۰ است.